# HC Oceláři Třinec
A HC Oceláři Třinec egy cseh jégkorongcsapat Třinecen. A csapat az első osztályú Tipsport Extraligában játszik. A klub hatszoros cseh bajnok.

## Története
A klubot 1929-ben alapították SK Třinec néven.

### Korábban használt nevek
- 1929 – SK Třinec (Sportovní klub Třinec)
- 1938 – KS Zaolzie (Klub Sportowy Zaolzie)
- 1939 – SK Železárny Třinec (Sportovní klub Železárny Třinec)
- 1950 – TJ TŽ VŘSR Třinec (Tělovýchovná jednota Třinecké železárny Velké říjnové socialistické revoluce Třinec)
- 1988 – TJ TŽ Třinec (Tělovýchovná jednota Třinecké železárny Třinec)
- 1994 – HC Železárny Třinec (Hockey Club Železárny Třinec)
- 1999 – HC Oceláři Třinec (Hockey Club Oceláři Třinec)

## Helyezések
Cseh Extraliga-bajnok: 2010-11, 2018-19, 2020-21, 2021-2022, 2022-23, 2023-24